# 森和風
森 和風（もり わふう、1939年3月25日 -  別号「日向和風（ひむかわふう）」「槐山人（かいさんじん）」）は、宮崎県西都市生まれの書作家。「現代書道の父」と呼ばれた巨匠・比田井天来門・四天王(桑原翠邦・金子鷗亭・手島右卿・上田桑鳩)の一人で、近代詩文書を提唱して文化勲章を受章した「近代詩文書の開祖」金子鷗亭に師事。書歴60年。1976年より現在に至るまで世界30ヶ国・計80回以上の文化交流を続ける世界的女流書作家。

## 経歴
1939年3月25日、製氷業・食品加工製造業の事業主・森永薫/朝江の長女として宮崎県西都市に生まれる。1945年、6歳で国民学校に入学。1950年、大相撲地方巡業時、佐渡ヶ嶽親方に依頼され、琴錦と弟子を預かり世話をした際に、色紙に書いてもらった書を見て感銘を受け、書の道に進むきっかけとなる。
1950年、西都市立妻中学校入学。当時同中学で教鞭を執っていた山田豊秋の呼びかけで「書宗」院長であった桑原翠邦に指導を受ける。この後、書宗展覧会において1953年最高賞である「会長賞」を受賞。1954年、宮崎県立妻高等学校に進学。書道に加え、声楽・ダンス・ファッション等を学ぶ。
1957年同高校を卒業後、福岡香蘭女学院へ進学。1958年、宮崎県書道展において金賞を受賞。同年、同校卒業後香蘭女子短期大学被服科に進学。福岡・聖福寺住職の仙厓和尚(1700年代)の書に魅せられて書の研究を始める。被服科在学中、美術理論の講座にて仙厓の書美についての小論文を発表。
1960年西都市立銀鏡中学校にて音楽助教諭を務める傍ら、連日連夜臨書を繰り返し半年間でその数六千枚以上にも上った。この事が本格的に書の道に進む決意へと繋がった。1963年宮崎県書道協会の招聘で訪宮していた炭山南木が県内の書道家を指導した折、「和風」の雅号を授かる。
1965年より金子鷗亭に師事。同年、金子の勧めで設立直後の「第一回創玄展」において、新人最高賞である「二科賞」を受賞。中央展デビュー。
1967年宮崎日本大学高等学校にて書道講師を勤める。1969年日展初入選(以降、通算7回の入選)。1970年「第二十二回 毎日書道展」において「毎日賞」受賞。1972年 歌集「二千年の花・つゆ草物語」(宮永真弓)タイトル書揮毫。同年「宮崎市芸術文化賞」受賞。1973年「まつり宮崎」「祭」のタイトルおよびシンボルマーク揮毫。1975年「創玄展大賞」受賞（女性としては二人目の受賞となる）。
1976年第一回 中国訪問。当時の中国は「文化大革命」の真っ只中であり、滞在中に毛沢東の死去(1976年9月9日)と遭遇。1979年 詩集「父夢」(南邦和)タイトル書揮毫。1981年「テレビ宮崎」番組審議委員を務める。1984年中国において戦後初・第一号の外国人作家による個展を開催。三日間で7000人の来場者を数えた。同年、ドイツにおいて「書のシンポジウム」日本選抜として参加。1985年フランス展「ジャポネフランセ」日本選抜として参加。1987年法務省篤志面接委員(福岡矯正管区/宮崎刑務所所属)を拝命。以降34年に渡り受刑者の教育に携わる。1989年ベルギー国挙げての「ユーロパリア89'ジャポン」に日本代表書道家の一人として参加。1990年 宮崎県・中国大使館等の後援により東京・銀座個展「道なかば『女の形象』展」を開催。グラフィックデザインからファッションまで幅広い領域の表現作品を発表。
1997年より10年間、大学からの要請で国立大学法人「宮崎大学教育文化学部」書道講師として学生らを指導。2000年第一回・日ポ文化交流会。ワルシャワ大学の学生が交流。同年、第51回「宮崎県文化賞(芸術部門)」受賞(女性初)。2001年山東省を挙げての文化交流に参加。2005年ロシア各地文化交流訪問団として、モスクワ・サンクトペテルブルグ・エカテリンブルグを訪問。2006年「宮崎日日新聞」に連載記事「いのち華やぐ」を執筆。2007年西都市の依頼で古事記日本書紀の世界を「記紀の道」として具現化。2008年図師三千男監督作品「三十九枚の年賀状」題字を揮毫。

## 文化交流・活動
- 1976年の上海個展を皮切りに、日本を代表する書作家の一人として国内から海外にもその活動の場を広げ、フランス、ベルギー、ドイツ、ポーランド、ロシア、アメリカでの代表書展および文化交流団に参加。訪中53回・渡欧8回・渡米7回、個展25回・グループ展60回・海外展20回等、計80回を数える[9]。
- 1982年 7月2日より七日間、山形屋デパートを「ワンフロア」ではなく「デパート全館」使っての個展を開催。第二次オイルショックが収束を迎える前の大不況の中、周囲の反対を押し切り決行し大成功をおさめる[10]。

## 書作家としての特徴
書作品における要素として「音楽性」「絵画性」に加え「文学的表現におけるマチエールの選定」への拘り、更に「今日性」を表現している。その独自の用筆法から生まれる書作品については、1975年 創玄展大賞を受賞した際の10名からなる選考委員からの評価として、その音楽的リズム感、絵画性、文学性を総合的に高く評価する声が相次いだ。

## エピソード
- 自動車免許を取得した10代の頃からスピード狂であり、免許をもらったその日に実家が経営していた会社の社用車(幌つきの大型車)を勝手に乗り回し、街中の商店の看板・テントを破壊して回ったとの逸話が残っている。尚、齢80を超えた現在もスポーツカーに乗って颯爽と走っており、市内の暴走族も一目置く存在である、と著書に記している[12]。
- 「南九州各界代表友好訪中団」として訪中時、毛沢東の死と遭遇。一団全員で弔問をする事が許可され、当時の毛沢東の水晶で作られた棺を直接目にした。その一団のメンバー中にいたのが「麻原彰晃」こと松本智津夫であった[13]。

## 受賞歴
- 1960年 宮日美展書部門 西都市長賞
- 1965年 創玄展 新人最高賞
- 1969年 創玄展 推薦・毎日新聞社賞
- 1970年 毎日展 毎日賞
- 1975年 創玄展 創玄展大賞
- 2000年 宮崎県文化賞

## 著書・作品集
- 「いのち華やぐ」鉱脈社2006年 ISBN 9784860611705
- 「みやざきエッセイストクラブ作品集」2008年～2021年